# Носко Борис Семенович
Носко Борис Семенович (нар. 18 вересня 1930 — пом.1 лютого 2019) — професор, доктор сільськогосподарських наук, академік Національної академії наук України, головний науковий співробітник Національного наукового центру «Інститут ґрунтознавства та агрохімії імені О. Н. Соколовського».

## Біографія
Борис Семенович народився 18 вересня 1930 року в с. Комарівка Харківської області.
У 1949 році вступив до Харківського сільськогосподарського інституту ім. В. В. Докучаєва, який з відзнакою закінчив у 1954 році.
З 1956 по 1960 роки головний агроном радгоспу Куп'янського району Харківської області.
З 1960 по 1964 роки аспірант, старший співробітник Українського науково-дослідного інституту ґрунтознавства.
У 1964 році захистив кандидатську дисертацію на тему «Поверхнево-солонцюваті ґрунти Середнього Придніпров'я, їх генетична та агрохімічна характеристика».
З 1964 по 1969 роки працював завідувачем Харківської зональної агрохімічної лабораторії.
У 1969 році очолював створену в Інституті лабораторію науково-методичного керівництва агрохімслужбою.
З 1974 по 1997 роки директор Українського науково-дослідного інституту ґрунтознавства та агрохімії імені О. Н. Соколовського УААН (м. Харків).
У 1982 році захистив докторську дисертацію на тему «Теоретичні і практичні основи оптимізації фосфатного режиму ґрунтів України».
У 1987 році присвоєно вчене звання професора.
У 1990 році обраний академіком Української академії аграрних наук.
З 1976 по 1998 роки очолював Товариство ґрунтознавців та агрохіміків України.
З 1978 по 1982 роки член наукової ради Міжнародного товариства з добрив.
З 1994 по 1999 роки виконував обов'язки субкоординатора Міжнародного інституту калію в Україні.
1 лютого 2019 року помер.

## Праці
Борис Семенович автор понад 570 наукових робіт, зокрема, 22 монографій, довідників і підручників, одержав 5 авторських свідоцтв на винаходи.
Основні монографії:
- «Антропогенна еволюція чорноземів» (2006)
- «Азотний режим ґрунтів і його трансформація  в  агроекомсистемах» (2013)
- «Сторінки історії агрохімічних досліджень в Україні» (2015).

Наукові інтереси: проблеми теоретичного обґрунтування оптимізації живлення сільськогосподарських культур та розробкою питань еволюції родючості ґрунтів при різних рівнях інтенсифікації землеробства.

## Відзнаки та нагороди
- медаль «За трудову доблесть» (1973);
- орден «Знак пошани» (1976);
- диплом першого ступеня (1977);
- срібні медалі ВДНГ СРСР;
- почесні грамоти Міністерства сільського господарства УРСР (1978);
- почесні грамоти ВЦСПС (1979);
- Почесні грамоти ВАСГНІЛ (1980, 1982);
- золота медаль  ім. К. К. Гедройца (1986);
- почесна грамота Президії Верховної Ради України (1990);
- почесна грамота Української академії аграрних наук (1997);
- почесна нагорода Президії Української академії аграрних наук (2000);
- почесна відзнака Української академії аграрних наук (2006);